# Roei Gordana
Roei Gordana (in ebraico רועי גורדנה‎?; Tel Aviv, 6 luglio 1990) è un calciatore israeliano, centrocampista dell'Hapoel Be'er Sheva.

## Carriera
Ha giocato nella massima serie dei campionati israeliano e croato.

## Palmarès

### Club

#### Competizioni nazionali
- Coppa d'Israele: 4

Hapoel Tel Aviv: 2011-2012
Bnei Yehuda: 2016-2017
Hapoel Be'er Sheva: 2021-2022, 2024-2025
- Supercoppa d'Israele: 1

Hapoel Be'er Sheva: 2022